# Групповая акробатика

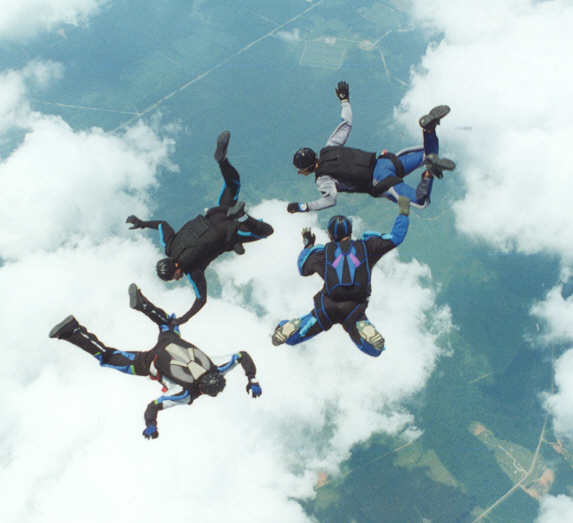
4-way RW

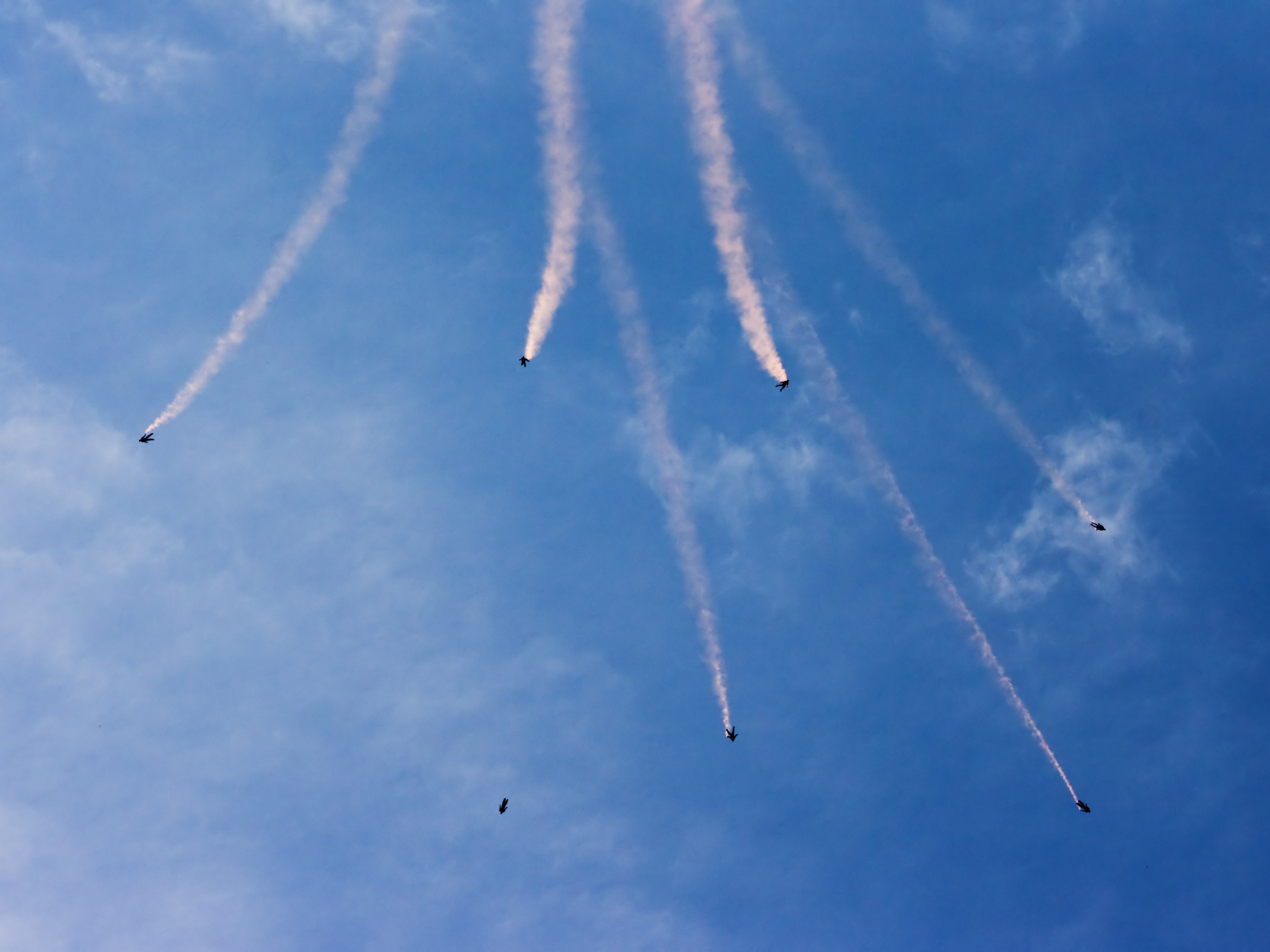
Разбежка с дымовыми шашками

Воздушная групповая акробатика (RW, Relative Work, также FS, Formation Skydiving) — построение фигур в свободном падении.
Парашютисты, падая в положении лежа, животом к земле (with belly to earth), либо вертикально (обеими ступнями или головой к земле) совершают перестроения в различные по сложности фигуры, составленные из человеческих тел. Существует два типа групповой акробатики — скоростные дисциплины, когда участникам необходимо за наименьшее время собрать фигуру и удержать её минимум 3 секунды (в России и США правило 3 секунд не действует),  и дисциплины на скорость перестроения, когда парашютисты должны за определенное время (обычно 35 секунд для 4-ок и 50 секунд для 8-ок) выполнить как можно больше различных фигур.
В России с 2011 года соревнования команд 10-way не проводятся , дисциплина выведена из Всероссийского реестра видов спорта, ее заменила дисциплина 6-way.
Групповая акробатика делится на несколько подвидов, которые именуются по количеству участвующих в команде парашютистов:
- 2-way (двойки) последовательная. Дисциплина не признана Международной Авиационной Федерацией FAI. Правила, фигуры и блоки очень отличаются в зависимости от страны.
- 4-way (четвёрки) последовательная (два зачета. для смешанных команд и для женских)
- 4-way вертикальная последовательная (VRW)
- 8-way (восьмёрки)последовательная
- 16-way последовательная ( не признана Международной Авиационной Федерацией. Существуют национальные правила, которые сильно отличаются друг от друга). На национальном уровне чемпионат проводится только в США.
- 10-way скоростная ( не признана Международной Авиационной Федерацией. Существуют национальные правила, которые сильно отличаются друг от друга)
- Большие формации, биг-вэй (Big-ways)

## Правила судейства

### Для скоростных дисциплин
- Судейство осуществляется при помощи видеозаписи, предоставленной оператором каждой команды.
- Оценку прыжков осуществляют пять судей, определяющих время и правильность построения, еще один судья находится на борту самолета и определяет правильность отделения группы (судьи на борту нет). На большинстве соревнований 3 судьи, судьи в ЛА нет. На соревнованиях уровня чемпионата страны, кубка мира или чемпионата мира минимум 5 судей, а иногда 2 бригады по 5 судей
- Каждый оператор обязан предоставить видеоаппаратуру для проведения процедуры синхронизации до проведения прыжков.
- Среднее время построения определяется методом деления суммы всех результатов судейской бригады на количество судей, с точностью до сотых долей секунды.
- Протесты и обращения к судьям в устном и письменном виде имеет право подавать только капитан команды. ( протесты только письменные)
- Рассмотрение спорного вопроса должно быть произведено до начала следующего тура команды, подавшей протест. ( протест подается в течение 2 часов после опубликования  результата тура)
- В случае предоставления команде перепрыжки, она выполняется при первой возможности по решению директора соревнований.
- Как правило, к каждому протесту прилагается денежный взнос, который возвращается команде в случае удовлетворения протеста.